# Nathanael West
Nathanael West, till 1926 Nathan Wallenstein Weinstein, född 17 oktober 1903 i New York, död 22 december 1940 i El Centro, Kalifornien, var en  amerikansk författare. 
West publicerade fyra romaner vilka passerade tämligen obemärkta under hans livstid. Det var i Frankrike, efter andra världskriget, som han började uppmärksammas. Efter utgivningen av Wests samlade verk 1957 fick han ett sentida genombrott också i Förenta staterna.
I sina arbeten undersökte West den mörka baksidan av det amerikanska samhället och dess frihetsmyt. Hans tema är den amerikanska drömmens förvandling till mardröm, vilket gestaltas med en galghumor som nätt och jämnt håller desperationen i schack. Influenser från West kan spåras hos bl.a. Saul Bellow och Woody Allen.

## Biografi
Född i New York i en tysk-judisk familj som invandrat från Litauen. Efter oengagerade universitetsstudier i litteratur och dramatik tillbringade West några månader i Paris 1924, där han slutförde sin första roman The Dream Life of Balso Snell, vilken han påbörjat redan under studieåren. Tillbaka i New York arbetade han som nattportier på hotell i olika omgångar mellan 1927 och 1933, och gav då fattiga författarvänner logi utan betalning eller till kraftigt reducerade priser. Bland dessa fanns Dashiell Hammet, Erskine Caldwell, James T Farrell och William Carlos Williams. I umgängeskretsen fanns också den humoristiske författaren S. J. Perelman, som blev Wests kamrat redan under skoltiden och som gifte sig med hans syster. West arbetade under dessa år även periodvis som journalist, vilket gav stoff till hans andra roman Miss Lonelyhearts som kom 1933. Boken fick hyfsad kritik men sålde dåligt. Samma år flyttade West till Hollywood för att etablera sig som manusförfattare vid filmen. Han fick en del uppdrag men levde i flera år i ekonomiska svårigheter och umgicks huvudsakligen med udda människoöden som dragits till drömfabriken i hopp om berömmelse och rikedom men strandat på billiga hotell i Los Angeles. År 1934 gav han ut romanen A Cool Million (En kall miljon), som inte heller den blev någon försäljningsmässig framgång. Mot slutet av decenniet förbättrades dock hans ställning då han tillsammans med Jerry Cody och Dalton Trumbo skrev manuskriptet till filmen Five Came Back, som 1939 blev en succé i regi av John Farrow med Chester Morris och Lucille Ball i ledande roller. Samma år gav han ut sin sista roman The Day of the Locust (Gräshopporna). Året därpå gifte han sig med Eileen Kenney, som två år tidigare figurerat som huvudperson i boken My Sister Eileen av hennes syster Ruth Kenney. Med tämligen goda utsikter för framtiden förolyckades West tillsammans med hustrun i en bilolycka i december 1940 på hemväg från en jaktresa i Mexiko. West befann sig i upprört tillstånd efter underrättelsen om vännen F. Scott Fitzgeralds död dagen innan och missade en stoppskylt.

## Verk
The Day of the Locust (1939) betraktas som Wests främsta verk och hör i dag till den amerikanska litteraturens moderna klassiker. Många kritiker anser att den vid sidan av F. Scott Fitzgeralds oavslutade The Last Tycoon (1941) hör till de bästa romaner som skrivits om Hollywood.
Huvudpersonen och berättaren Tod Hackett kommer till Kalifornien i hopp om framgång som art director vid filmen, men hamnar bland desillusionerade b-skådespelare, misslyckade entertainers och andra märkliga karaktärer i filmindustrins utkanter. Tod konstaterar att det finns två sorters människor i Hollywood: de som deltar i maskeraden och de som inte gör det. De senare känns igen på sina postorderinköpta, illasittande kläder. De står i gathörnen och tittar på dem som deltar i maskeraden med hatfyllda ögon. Enligt Tod har de kommit till Kalifornien för att dö. Han uppvaktar den sjuttonåriga Faye Greener, som i bokens början bor med sin far, Harry Greener. Det är en f.d. vaudeville-clown som livnär sig på att sälja hemmagjort silverputs från dörr till dörr, mest för att få tillfälle att tränga sig in i människors hem och göra sin clown-rutin. Faye har bestämt sig för att bli filmstjärna, men tycks sakna både talang och vilja att anstränga sig. Hon uppvaktas inte bara av Tod utan låter sig också underhållas av en cowboy från Arizona, Earle Shoop, och dennes mexikanske vän Miguel, två våldsbenägna unga män. När Fayes far dör väljer hon dock att flytta in hos Homer Simpson (inget samband med seriefiguren), en känslomässigt stum f.d. bokhållare från Iowa som med sina besparingar flyttat till Kalifornien för klimatets och sin hälsas skull. Enligt Tod hör han till dem som kommit till Hollywood för att dö. Homer åtrår Faye på ett sömngångaraktigt sätt men deras arrangemang är strikt affärsmässigt: han får försörja henne och hålla henne med dyrbara kläder och i utbyte får han - ingenting. Tod, vars förebilder inom konsten är Goya och Daumiere, uppslukas allt mer av förarbeten till en storslagen tavla med den profetiska titeln The Burning of Los Angeles. I detta syfte gör han bl.a. skisser av Homer och Faye. Berättelsen slutar med ett apokalyptiskt mobbupplopp utanför en av Hollywoods luxiösa premiärbiografer. Allt spårar ur i surrealistiskt kaos. Tod hamnar i en polisbil och hör den tjutande sirenen, men kan inte avgöra om ljudet kommer från bilen eller hans egen mun.
Även om Miss Lonelyhearts (1933) och A Cool Million (1934) inte har de känsliga undertoner som gör The Day of the Locust till ett mästerverk så är de mycket läsbara. I den svarta farsens form gestaltar West den desperation och förtvivlan som grep de amerikanska massorna under mellankrigstidens djupa depression. The Dream Life of Balso Snell (1931) är mer svårtillgänglig; en surrealistisk, symbolmättad och kanske en smula omogen satir över "de intellektuella", som utspelar sig i den trojanska hästens inre till vilket man bara kan vinna inträde genom stolgången.